# Frank Bizzoni
Pour les articles homonymes, voir Bizzoni.
Francesco Filippo Bizzoni, dit Frank Bizzoni (né le 7 mai 1875 à Lodi et mort le 25 décembre 1926 dans le Bronx à New York) est un coureur cycliste italien.

## Biographie
Frank Bizzoni fut le seul sportif représentant de l'Italie lors des Jeux olympiques de 1904 à Saint-Louis. Il quitte l'Italie pour s'installer à Bournemouth vers 1898 puis s'embarquer pour New York en novembre 1903. Il conserve la nationalité italienne au moins jusqu'en 1917 (car il participe à la Première Guerre mondiale avec l'armée américaine avec cette citoyenneté).